# Hampton Manor
Hampton Manor – jednostka osadnicza w Stanach Zjednoczonych, w stanie Nowy Jork, w hrabstwie Rensselaer.